# St. Gertrud (Oedingen)

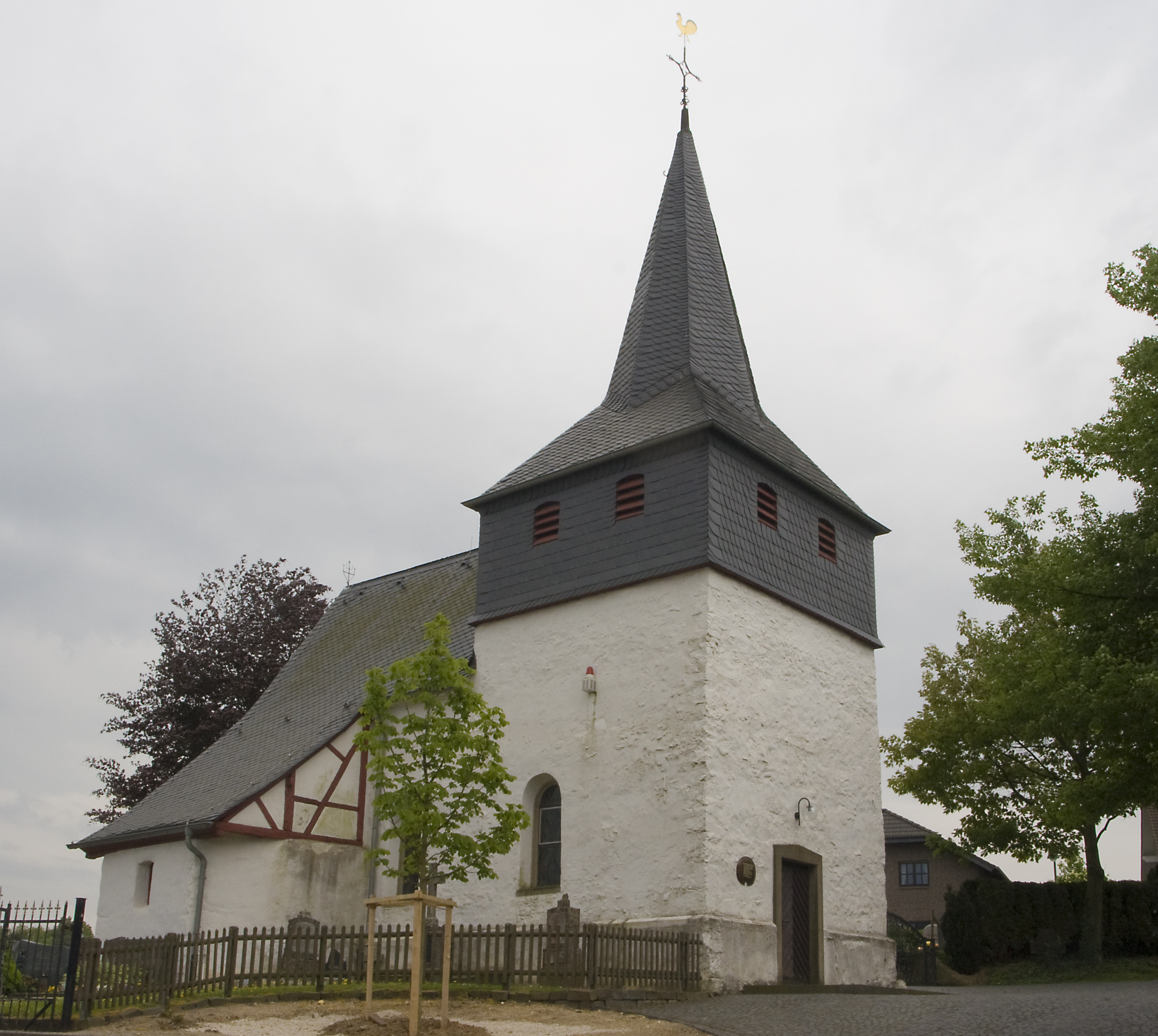
Kapelle St. Gertrud in Oedingen

Die ehemalige Pfarrkirche St. Gertrud in Oedingen, einem Ortsteil von Remagen im Landkreis Ahrweiler im nördlichen Rheinland-Pfalz, ist eine katholische Kapelle aus dem 15./16. Jahrhundert, die bis zum Neubau der neuen Kirche im Jahr 1909 die Pfarrkirche des Ortes war. Die Kapelle liegt am Ende der Kapellenstraße und wird hufeisenförmig vom Friedhof eingerahmt. Sie ist ein geschütztes Kulturdenkmal.

## Geschichte
Die ehemalige Pfarrkirche und heutige Friedhofskapelle, der heiligen Gertrud von Nivelles geweiht, wird im Jahr 1412 erstmals erwähnt. Um die Wende des 18. Jahrhunderts kam Oedingen von der Pfarrei Remagen zur Pfarrei Unkelbach und wurde schließlich 1849 zur Pfarrkirche erhoben. In den 1920er Jahren wurde St. Gertrud renoviert und die westliche Vorhalle aus Holz abgerissen. Um 1960 erfolgte die letzte Renovierung, bei der die Fresken im Chor freigelegt wurden.
In der Kapelle befindet sich das Grab von Hermann Josef Abs und seiner Frau Inez.

## Beschreibung
St. Gertrud ist ein einschiffiger romanischer Bau, der im Kern noch aus dem 13. Jahrhundert stammt. Der aus Bruchsteinmauerwerk bestehende Bau besitzt einen quadratischen Westturm, ein kurzes Schiff und einen dreiseitig geschlossenen Chor. An den Chor ist nördlich eine Sakristei angebaut. Am Turm befinden sich Sandsteinquaderecken und das Glockenhaus wird von einem geschieferten Helm gedeckt. Das Chordach ist über die Sakristei heruntergeschleppt und deren Halbgiebel besteht aus Fachwerk.